# Christuskirche (Oberbilk)

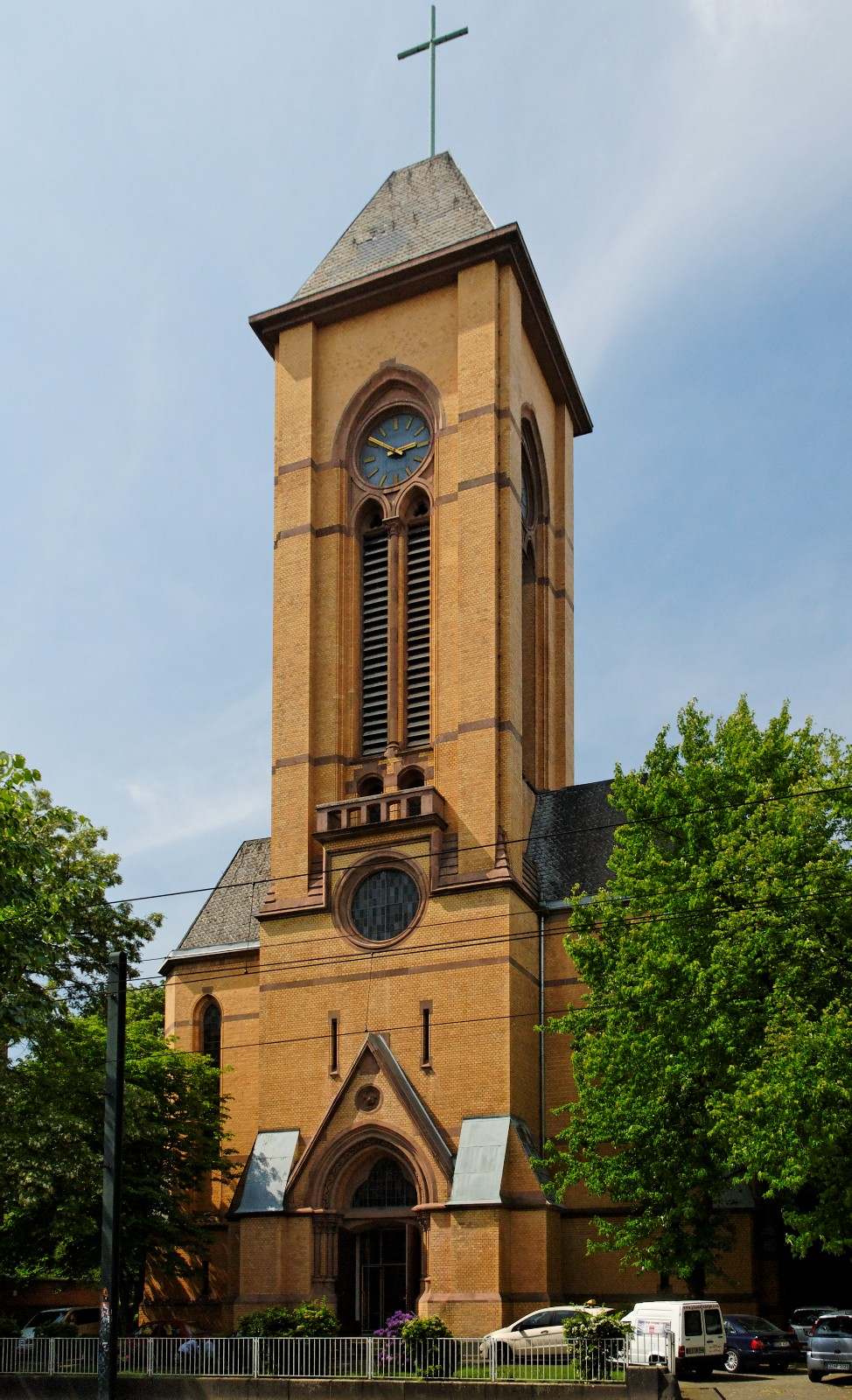
Christuskirche

Die Christuskirche ist eine 1899 eingeweihte evangelische Kirche an der Kruppstraße in Düsseldorf-Oberbilk. Ihre neugotische Architektur ist typisch für Sakralbauten des Historismus, auch wenn das Gebäude nach Kriegsschäden in vielen Teilen verändert bzw. vereinfacht wurde.

## Geschichte
Kaum elf Jahre nach Einweihung der Johanneskirche stand die evangelische Kirchengemeinde Düsseldorf wegen des enormen Bevölkerungswachstums vor der Notwendigkeit, weitere Kirchen bauen zu müssen. Sinnvoll erschienen Standorte in den damaligen „Außenbezirken“ der Stadt wie in Unterbilk und Oberbilk. 1892 erwarb die Gemeinde zwei Grundstücke, davon eines an der Kruppstraße in Oberbilk.
Für beide Standorte wurden zeitgleich im Sommer 1893 zwei Architektenwettbewerbe ausgelobt, die für Teilnehmer aus ganz Deutschland offen waren. Für Oberbilk wurde vom Preisgericht ein Entwurf des Leipziger Architekten Georg Weidenbach mit dem 1. Preis ausgezeichnet, den die Gemeinde zur Bauausführung annahm.
Zunächst baute man auf dem Grundstück jedoch einen Betsaal für 400 Personen als provisorische Gottesdienststätte – ergänzt durch eine Pfarrerwohnung – nach Entwurf des Düsseldorfer Architekten Hermann vom Endt.
Erst 1896 wurde mit dem Bau der Christuskirche begonnen. Sie entstand unter der künstlerischen Oberleitung Weidenbachs und der örtlichen Bauleitung durch den Architekten Moritz Korn, einen Schüler von Johannes Otzen. Die 1899 fertiggestellte Kirche hat einen kreuzförmigen Grundriss, ihre Architektur orientiert sich insbesondere an Vorbildern aus der Frühgotik. An der künstlerischen Ausstattung waren die Düsseldorfer Maler Henning und Witte sowie Johann Albert Lüthi aus Frankfurt am Main beteiligt.
Nach erheblichen Kriegsschäden wurde die Kirche vereinfacht wiederaufgebaut.

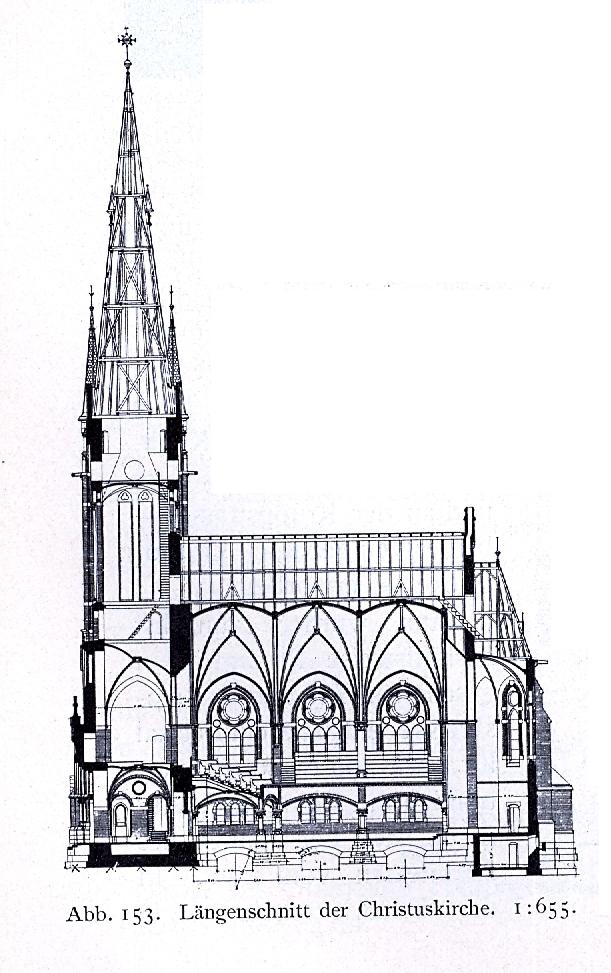
Längsschnitt
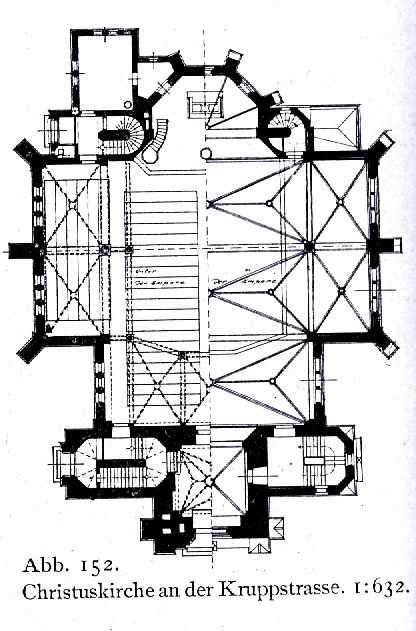
Grundriss
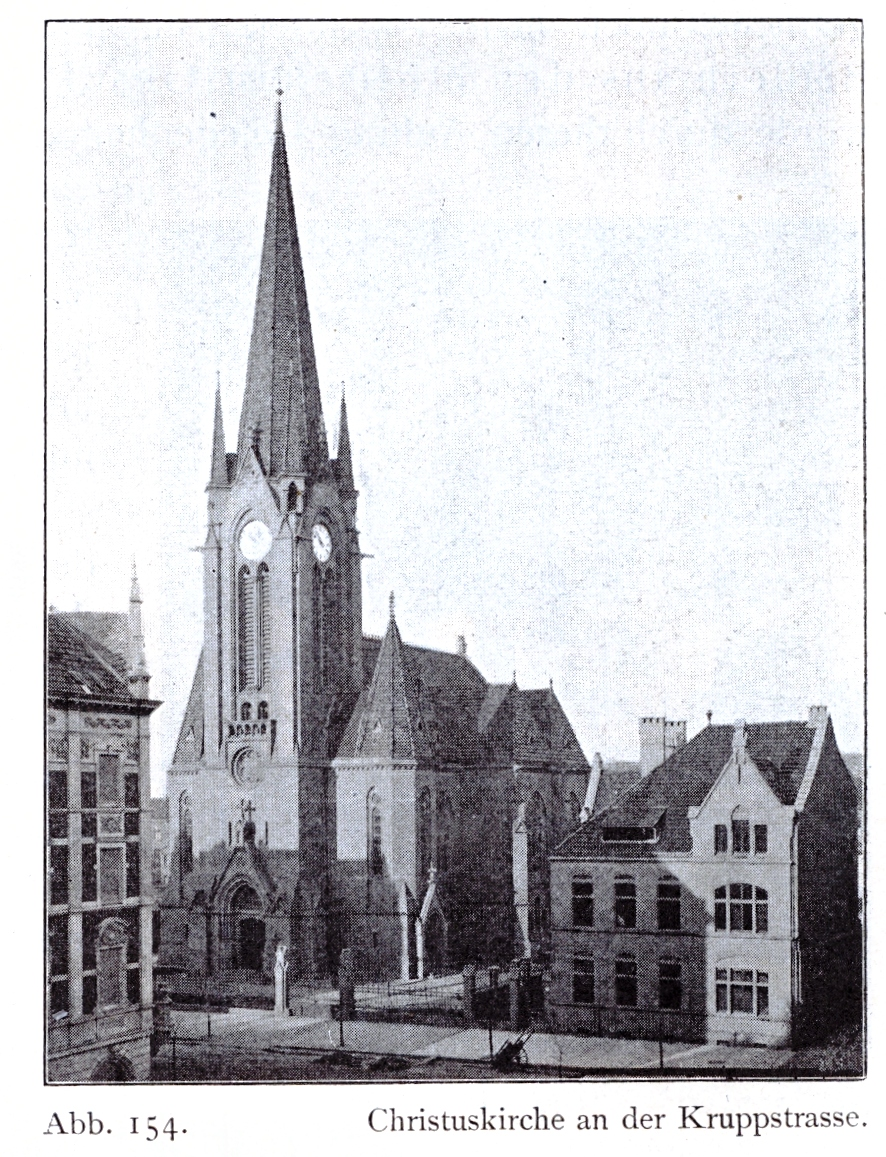
Christuskirche, 1904

## Orgel
Die Orgel wurde 1957 von dem Orgelbauer Karl Schuke erbaut. Das Schleifladen-Instrument hat 43 Register auf drei Manualen und Pedal. Die Spiel- und Registertrakturen sind mechanisch.
| I Hauptwerk C–g3 |                 |       |
| 1.               | Quintadena      | 16′   |
| 2.               | Prinzipal       | 8′    |
| 3.               | Rohrflöte       | 8′    |
| 4.               | Gemshorn        | 8′    |
| 5.               | Oktave          | 4′    |
| 6.               | Nachthorn       | 4′    |
| 7.               | Nasat           | 2 ⁄3′ |
| 8.               | Oktave          | 2′    |
| 9.               | Flachflöte      | 2′    |
| 10.              | Mixtur VI–VIII  |       |
| 11.              | Terz Cymbel III |       |
| 12.              | Trompete        | 16′   |
| 13.              | Trompete        | 8′    |

| II Positiv C–g3 |                 |       |
| 14.             | Gedackt         | 8′    |
| 15.             | Quintadena      | 8′    |
| 16.             | Prinzipal       | 4′    |
| 17.             | Spillpfeife     | 4′    |
| 18.             | Feldpfeife      | 2′    |
| 19.             | Sesquialtera II |       |
| 20.             | Oberton II      |       |
| 21.             | Sifflöte        | 1 ⁄3′ |
| 22.             | Scharf V–VII    |       |
| 23.             | Dulcian         | 16′   |
| 24.             | Schalmei        | 8′    |
|                 | Tremulant       |       |

| III Brustwerk C–g3 |             |    |
| 25.                | Holzgedackt | 8′ |
| 26.                | Rohrflöte   | 4′ |
| 27.                | Prinzipal   | 2′ |
| 28.                | Gemshorn    | 2′ |
| 29.                | Tertian II  |    |
| 30.                | Oktave      | 1′ |
| 31.                | Scharff IV  |    |
| 32.                | Regal       | 8′ |
|                    | Tremulant   |    |

| Pedal C–f1 |                |     |
| 33.        | Prinzipal      | 16′ |
| 34.        | Untersatz      | 16′ |
| 35.        | Oktave         | 8′  |
| 36.        | Gedackt        | 8′  |
| 37.        | Choralbass     | 4′  |
| 38.        | Nachthorn      | 2′  |
| 39.        | Mixtur VI–VIII |     |
| 40.        | Posaune        | 16′ |
| 41.        | Trompete       | 8′  |
| 42.        | Trompete       | 4′  |
| 43.        | Cornett        | 2′  |

- Koppeln: II/I, III/I, III/II, I/P, II/P